# Spio tzetlini
Spio tzetlini är en ringmaskart som beskrevs av Sikorski in Jirkov 200. Spio tzetlini ingår i släktet Spio och familjen Spionidae. Inga underarter finns listade i Catalogue of Life.